# 鑫苑置業
鑫苑置业（Xinyuan Real Estate，股票代码：XIN）是一家在美国纽约证券交易所（NYSE）上市的中国房地产企业，创立于1997年，总部位于中国北京。

## 历史
鑫苑置业的前身是1997年在河南省郑州市成立的河南鑫苑置业有限公司，由创始人张勇创立。2006年，公司通过与美国投资公司EI中国及蓝山中国的合作，重组为外商独资的鑫苑（中国）置业有限公司。2007年12月12日，鑫苑置业在纽约证券交易所上市。